# Keaton Grant
Keaton Leonard Grant (Kissimmee, 8 dicembre 1986) è un ex cestista statunitense, professionista nella NBDL e in Europa.